# 塞繆爾·B·羅伯茨號護航驅逐艦
塞缪尔·B·罗伯茨號護航驅逐艦（英語：USS Samuel B. Roberts DE-413）是二戰期間美國海軍的一艘約翰·C·巴特勒級護航驅逐艦，以瓜達康納爾島戰役陣亡的美國海軍登陸艇舵手塞缪尔·布克·羅伯茨（Samuel Booker Roberts）為名，並於1944年1月20日下水。
塞缪尔·B·羅伯茨號於馬努斯島加入了呼號「塔菲3」（Taffy 3）的第七艦隊第77.4特遣艦隊第三分隊後，便馬上爆發薩馬島海戰，塞缪尔·B·羅伯茨號於1944年10月25日於這場戰役中戰沉後，其英勇的戰鬥表現被譽為「像戰艦般戰鬥的護航驅逐艦」。
2022年6月22日，由美國探險家維克多·維斯科沃（Victor Vescovo）所率領的深海探險船在菲律賓海6,895公尺深的海床上發現了羅伯茨號的殘骸，打破了先前6,469公尺深的紀錄，成為世界上最深的已發現沈船。

## 介紹

### 艦名由來
塞缪尔·B·罗伯茨號的艦名，是來自一位名為塞繆爾·布克·羅伯茨（Samuel Booker Roberts）的美式步兵登陸艇舵手，1942年9月27日羅伯茨在瓜島自願參加了一場救援任務，任務目的是用登陸艇撤回被日軍包圍的一個美軍海軍陸戰隊連隊，不過過程中卻被日軍強大的砲火所阻擊，羅伯茨決定自願駕駛登陸艇駛向日軍的戰線藉此吸引敵軍火力，直到所有海軍陸戰隊連隊撤離為止。
羅伯茨在美軍陸戰隊員撤離的過程中，被日軍的砲火重創，身受重傷，第二天便撒手人寰，羅伯茨逝世之後，因為其英勇的表現而被授予海軍十字勳章。
為了紀念羅伯茨的壯舉，美國海軍決定用他的名字為1944年下水的約翰·C·巴特勒級護航驅逐艦（DE-413）命名。

## 艦歷

### 建造到下水、服役
1943年12月6日，塞缪尔·B·罗伯茨號在德克萨斯州休士頓的布朗造船公司舖設龍骨動工。
1944年1月20日，塞缪尔·B·罗伯茨號下水，並由塞繆爾·布克·羅伯茨夫人命名。
1944年4月28日，正式服役。

### 薩馬島海戰
塞缪尔·B·羅伯茨號加入了暱稱「塔菲3」的第七艦隊第77.4任務部隊第三小隊後，便馬上爆發了薩馬島海戰，1944年10月25日上午，塞缪尔·B·羅伯茨號正在為護航航空母艦護航，當時這小隊正在為陸軍提供空中支援，突然一支由32艘日本艦艇組成的日本中央艦隊從海平面襲來，並發起攻擊，7點35分，塞缪尔·B·羅伯茨號駛向了交火區，並衝向了重巡洋艦鳥海號，艦長柯普蘭(Copeland)利用艦上廣播說：「本艦將進行魚雷突擊，我知道這恐怕是杯水車薪，但我們仍將忠於職守。」（We're making a torpedo run. I know the outcome is doubtful, but we will do our duty.）之後塞缪尔·B·羅伯茨號在煙幕下接近鳥海號至距離4.6公里處，在接近魚雷射程後發射了三枚魚雷，其中一枚擊中了鳥海號的艦艉。之後塞缪尔·B·羅伯茨號與日軍艦隊周旋了一個小時，發射了600枚以上的5英寸（13）砲彈，8點51分，塞缪尔·B·羅伯茨號被兩發砲彈射中，一發擊毀了後部的5英寸（13）火砲，另一發則擊毀了一座鍋爐，速度被降到只剩17節。之後塞缪尔·B·羅伯茨號使用了僅存的5英寸（13）火砲對筑摩號造成重創，並摧毀她的三號砲塔。
塞缪尔·B·羅伯茨號最終被金剛號的3枚14英寸（36）砲彈擊中，摧毀了最後一座鍋爐。9點35分，艦上官兵銷毀了所有艦上聲納和密碼本等設備後，艦長便下達了棄艦命令，30分鐘後，塞缪尔·B·羅伯茨號帶著90名乘員葬身海底，有120位乘員倖免於難。

## 榮譽
塞缪尔·B·羅伯茨號的壯舉在軍中傳開，並被譽為「像戰艦般戰鬥的護航驅逐艦」。該艦與「塔菲3」的成員也獲得了戰鬥星章和美國總統部隊嘉許獎。

## 外部連結
- Captain Copeland's memoirs （页面存档备份，存于）
- DE 413 timeline （页面存档备份，存于）
- The Samuel B. Roberts Survivors Association （页面存档备份，存于）